# Michał Borowski
Michał Aleksander Borowski (* 29. Oktoberjul. / 10. November 1872greg.; † 23. Dezember 1939 in Wilna) war ein polnischer Konteradmiral. Seine Ausbildung erhielt er an der Marineakademie von Kronstadt.
1920 wurde er zum Vertreter der polnischen Armee in der Freien Stadt Danzig ernannt und war 1921 Mitglied der Hafenverwaltung. Borowski ernannt man 1924 zum Konteradmiral. 1927 wurde er aus dem Militärdienst verabschiedet.